# Wolodymyr Wakulenko

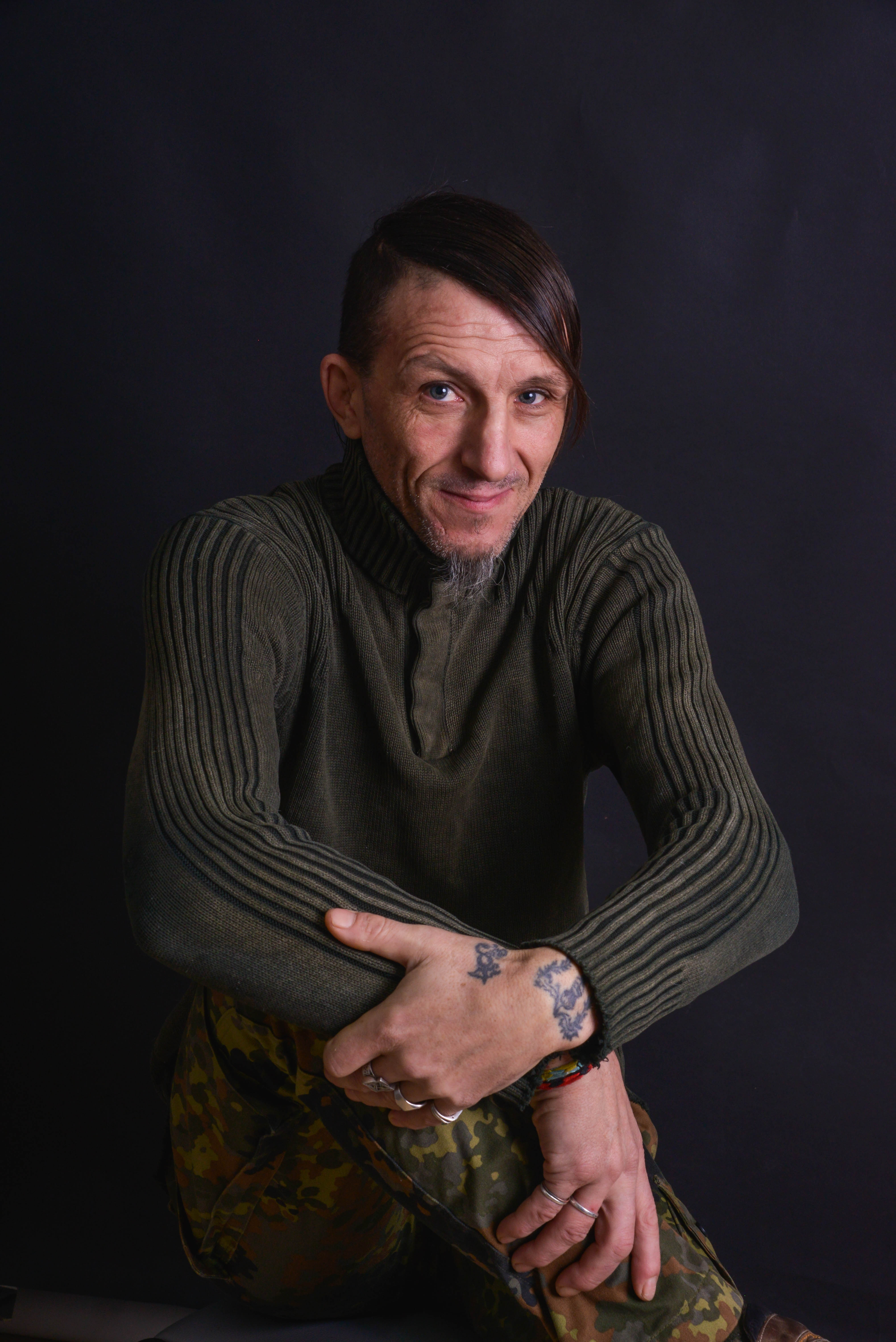
Wolodymyr Wakulenko, 2020

Wolodymyr Wolodymyrowytsch Wakulenko (ukrainisch Володимир Володимирович Вакуленко; * 1. Juli 1972 in Kapytoliwka; † zwischen März und September 2022) war ein ukrainischer Schriftsteller und Kinderbuchautor. Er wurde während der russischen Besetzung Isjums in der Oblast Charkiw ermordet.

## Leben
Wolodymyr Wakulenko wurde am 1. Juli 1972 in Kapytoliwka in der Oblast Charkiw geboren. Nach dem Schulbesuch absolvierte er zunächst eine Ausbildung zum Konditor und wurde 1990 als Koch eingestellt. Von Januar 1991 bis August 1992 diente er in der Sowjetarmee.
Er hatte zwei Söhne (Wladyslaw und Witaly) aus zwei Ehen.

## Werk und politische Aktivitäten
Wakulenko veröffentlichte 13 Bücher und arbeitete bei Übersetzungen mit. Er erstellte für die ukrainische Wikipedia ab 2010 rund 100 Artikel und übersetzte auch wissenschaftliche Artikel für die ukrainische Wikipedia. Die Nowaja Gaseta schrieb: „Natürlich hatte Wakulenko nie Geld, wie es sich für einen Dichter gehört.“ Er beteiligte sich an der Revolution der Würde auf dem Maidan 2014 und wurde dabei von Tituschki, den bezahlten Provokateuren des Regimes von Wiktor Janukowytsch, verletzt. Diese Erfahrung motivierte ihn, die ukrainischen Truppen in der Region Donbas  nach der russischen Annexion im Jahre 2014 als Freiwilliger zu unterstützen.
Ab dem Beginn der russischen Besatzung von Isjum führte Wakulenko Tagebuch. Als die Situation brenzlig wurde, vergrub er es in seinem Garten. Dort hat die Schriftstellerin Wiktorija Amelina es nach seinem Tod gefunden und veröffentlicht. Heute liegt es im Literaturmuseum von Charkiw.

## Auszeichnungen
Wakulenko wurde mit dem internationalen Oles-Uljanenko-Literaturpreis ausgezeichnet und war Preisträger des Less-Martowytsch-Wettbewerbes. Daneben wurde er für seine literarischen Leistungen mit dem Silver Tryzub (Silbernen Dreizack) ausgezeichnet und erhielt den Preis Coronation of the Word.

## Tod
Ende März 2022 brach der Kontakt mit seiner Ex-Frau ab. Nach Angaben des PEN-Clubs und von Ukrinform wurde Wakulenko von russischen Kräften bei Isjum verschleppt und in der Oblast Charkiw getötet. Er soll aufgrund einer Denunziation von der russischen Besatzungsmacht zusammen mit seinem siebenjährigen Sohn abgeführt worden sein. Laut Auskunft von Nachbarn soll sein Haus am 22. März 2022 von russischen Invasoren durchsucht worden sein, wobei sein Mobiltelefon, Unterlagen und Manuskripte beschlagnahmt wurden. Am Folgetag wurde er mit seinem Sohn verhaftet. Nach Misshandlungen wurde er mit seinem Sohn wieder entlassen. Am Morgen des 24. März kehrten russische Soldaten zu ihm zurück und führten ihn und seinen Sohn in einem mit einem „Z“ markierten Bus ab. Sein Sohn wurde später freigelassen, aber Wakulenko wurde danach nicht mehr gesehen. 
Seine Leiche wurde Anfang September 2022 in einem Massengrab mit 400 weiteren Toten in der Nähe von Isjum gefunden. Die Identifikation erfolgte mit Hilfe von Fotografien und einem DNA-Test. Sein Tagebuch, das er in seinem Garten vergraben hatte, wurde in das Charkiwer Literaturmuseum überführt, wo die Aufzeichnungen digitalisiert werden. Im Frühjahr 2023 erschien es in Charkiw, herausgegeben von Wiktorija Amelina, die am 1. Juli 2023 – an Wakulenkos Geburtstag – an den Verletzungen verstarb, die sie bei dem russischen Raketenangriff am 27. Juni auf die Pizzeria in Kramatorsk erlitten hatte. Sie saß zum Zeitpunkt des Angriffs mit einer Delegation kolumbianischer Journalisten und Schriftsteller in dem Lokal.

## Schriften (Auswahl)
- Opisli︠a︡ Apokalipsysa, 2003
- Daddy’s Book, 2014
- Ukrainian Fairy Tales for Little Patriots: Saint Mykolai Comes With Peace, 2016
- Інфаркт для ґурманів. Щоденник вар'ята (Infarkt dli︠a︡ gurmaniv), 2016
- Heart Attack for Gourmets: Wariat’s Diary (Diary of a Cranky Man), 2016
- UBD-reinkarnat︠s︡ii︠a︡, 2017
- Ich werde verwandelt... Tagebuch der Okkupation. Ausgewählte Gedichte (Я перетворююсь... Щоденник окупації. Вибрані вірші). Vivat, Charkiw 2023.
  - Premiers jours d'occupation. Derniers jours de Volodymyr. Journal. Traduit de l'ukrainien par Rostyslav Nyemtsev et Felicia Mihali. Hashtag, Montreal 2023.
  - Ich verwandle mich - Aufzeichnungen unter russischer Besatzung, ausgewählte Gedichte. aus dem Ukrainischen übersetzt von Beatrix Kersten. Verlag Friedrich Mauke, Weimar, 2024.